# Цюнишкяй
Цюнишкяй (лит. Ciūniškiai) — село в восточной части Литвы, входит в состав Дубингяйского староства Молетского района. По данным переписи 2011 года, население Межоняя составляло 56 человек.

## География
Село расположено в южной части района, у северного берега самого длинного в стране озера Асвяя. Расстояние до города Молетай составляет 21 км. Примыкает к местечку Дубингяй.

## История
Село известно с 1686 года. Тогда в нём было 17 домов.

## Население
| 1905                           | 1923 | 1959 | 1970 | 1979 | 1989 | 2001 | 2011 |
| ------------------------------ | ---- | ---- | ---- | ---- | ---- | ---- | ---- |
| 236                            | 230  | 161  | 145  | 118  | 83   | 70   | 56   |
| Гистограмма динамики населения |      |      |      |      |      |      |      |